# Michael Romeo
Michael James Romeo, född 6 mars 1968 i New York City, är en amerikansk gitarrist och originalmedlem i progressiv metal-bandet Symphony X.

## Diskografi (urval)
Studioalbum med Symphony X
- 1994 – Symphony X
- 1995 – The Damnation Game
- 1997 – The Divine Wings of Tragedy
- 1998 – Twilight in Olympus
- 2000 – V: The New Mythology Suite
- 2002 – The Odyssey
- 2007 – Paradise Lost
- 2011 – Iconoclast
- 2015 – Underworld

Med Mike LePond's Silent Assassins
- 2014 – Mike LePond's Silent Assassins